# Ladánybene
Ladánybene este un sat în districtul Kecskemét, județul Bács-Kiskun, Ungaria, având o populație de 1.608 locuitori (2011). 

## Demografie
Componența etnică a satului Ladánybene
     Maghiari (98,44%)
     Necunoscut (0,28%)
     Alții (1,28%)
Componența confesională a satului Ladánybene
     Romano-catolici (56,53%)
     Fără religie (14,74%)
     Reformați (7,03%)
     Necunoscută (20,9%)
     Alte religii (1,43%)
Conform recensământului din 2011, satul Ladánybene avea 1.608 locuitori. Din punct de vedere etnic, majoritatea locuitorilor (98,44%) erau maghiari. Apartenența etnică nu este cunoscută în cazul a 0,28% din locuitori.  Din punct de vedere confesional, majoritatea locuitorilor (56,53%) erau romano-catolici, existând și minorități de persoane fără religie (14,74%) și reformați (7,03%). Pentru 20,9% din locuitori nu este cunoscută apartenența confesională.